# Javůrek
Javůrek (deutsch Jawurek) ist eine Gemeinde in Tschechien. Sie liegt elf Kilometer südöstlich von Velká Bíteš und gehört zum Okres Brno-venkov.

## Geographie
Javůrek befindet sich in der Bobravská vrchovina auf einem Höhenzug zwischen den Tälern der Bäche Bílý potok und Říčanský potok. Das Dorf liegt am Rande des Naturparks Údolí Bílého potoka. Nordöstlich erhebt sich Košná hora (427 m). Im Süden führt die Autobahn D1/E 55/E 65 vorbei, die nächste Abfahrt 168 liegt bei Lesní Hluboké.
Nachbarorte sind Šmelcovna, Lažánský Mlýn, Maršov und Lažánky im Norden, Holasice und Veverská Bítýška im Nordosten, Hvozdec und Nový Dvůr im Osten, Veverské Knínice, Říčany und Dolní Říčky im Südosten, Říčky und Domašov im Süden, Zhořský Dvůr und Zálesná Zhoř im Westen sowie Lesní Hluboké und Radoškov im Nordwesten.

## Geschichte
Die erste schriftliche Erwähnung des zur Burgherrschaft Eichhorn gehörigen Dorfes erfolgte im Jahre 1399. 1722 entstand nördlich des Dorfes im Tal des Bílý potok die Eichhornhütte (Veverská huť). Die Eisenhütte produzierte bis 1850.
Nach der Aufhebung der Patrimonialherrschaften bildete Javůrky ab 1850 eine Gemeinde im Brünner Bezirk. Ab 1897 gehörte sie zum Bezirk Velké Meziříčí und ab 1921 zum Okres Brno-venkov. Seit 1923 wird der Ortsname Javůrek verwendet. Während der Zeit der deutschen Besatzung hielt sich 1941/42 in Javůrek der Organisator der nationalen Widerstandes, General Vojtěch Boris Luža, verborgen. Im Jahre 1948 wurde die Gemeinde dem Okres Rosice zugeordnet. Nach dessen Aufhebung kam Javůrek 1961 zum Okres Brno-venkov zurück.

## Gemeindegliederung
Für die Gemeinde Javůrek sind keine Ortsteile ausgewiesen. Zu Javůrek gehört die Ansiedlung Šmelcovna (Schmelzhütte).

## Sehenswürdigkeiten
- Kapelle des hl. Florian
- Kapelle in Šmelcovna
- Gedenktafel für General Vojtěch Boris Luža (1891–1944)
- Naturpark Údolí Bílého potoka